# کازا آمایر
کازا آمایر (کاتالان: Casa Amatller [ˈkazə əməˈʎːe]) ساختمانی به‌سبک مدرنیسم کاتالان و با طراحی معمار سرشناس اسپانیایی، ژوزپ پوچ ای کادافالچ است که در خیابان پسیج د گراسیا، در منطقه اشامپله در شهر بارسلون، پایتخت منطقه خودمختار کاتالونیا در پادشاهی اسپانیا قرار دارد.